# マルテンサイト変態
マルテンサイト変態（マルテンサイトへんたい、英: Martensitic transformation）は、合金（特にFe-C鋼）において結晶格子中の各原子が拡散を伴わずに協働的に移動することにより新しい結晶構造となる変態をいう。このことから、マルテンサイト変態を無拡散変態ともいう。ドイツの冶金学者アドルフ・マルテンスが発見した。これにより形成されるマルテンサイト構造はラスマルテンサイトとレンズマルテンサイトに大別され、Fe-C鋼においては0.6wt％Cの固溶濃度で分けられる。レンズマルテンサイトは過剰な浸炭組織に見られ、脆いために構造材料には適さない。
マルテンサイト変態に関する諸現象には、温度依存性、時間依存性、応力依存性によるものが考えられる。マルテンサイト変態は可逆的であり、温度を下げてマルテンサイトを生成させたものを加熱してゆくと元の母相に戻る。これを「逆変態」という。この逆変態は、マルテンサイト変態と同様の機構、すなわち拡散を伴わない剪断変形により起こるものである。
形状記憶物質（形状記憶合金・形状記憶繊維など）には、この性質を応用したものもある。